# Wage
Wage is een bestuurslaag in het regentschap Sidoarjo van de provincie Oost-Java, Indonesië. Wage telt 19.889 inwoners (volkstelling 2010).